# 聖釘
聖釘（せいてい）は、聖遺物のひとつで、イエス・キリストが磔にされた際に手足に打ちつけられた釘であるとキリスト教内で言い伝えられているもの。

## 由来
伝えられるところによれば328年ごろ、コンスタンティヌス1世の母親ヘレナがゴルゴタの丘の跡地、現在の聖墳墓教会付近で聖十字架とともに発見したとされる。
信仰の対象として各地のカトリック教会で祭られている。
カトリック百科事典によれば、世界中で祭られている聖釘は30本を下らないだろうと言われる。